# Exserohilum inaequale
Exserohilum inaequale är en svampart som beskrevs av Sivan. 1984. Exserohilum inaequale ingår i släktet Exserohilum och familjen Pleosporaceae.   Inga underarter finns listade i Catalogue of Life.